# Disturbed/Diskografie
Diese Diskografie ist eine Übersicht über die musikalischen Werke der US-amerikanischen Metalband Disturbed. Den Schallplattenauszeichnungen zufolge hat sie bisher mehr als 61,4 Millionen Tonträger verkauft. Ihre erfolgreichste Veröffentlichung ist die Single The Sound of Silence mit über 14,5 Millionen verkauften Einheiten. In Deutschland zählt das Lied mit über einer Million verkauften Einheiten zu den meistverkauften Singles des Landes.

## Alben

### Studioalben
| Jahr | Titel Musiklabel                   | Höchstplatzierung, Gesamtwochen, AuszeichnungChartplatzierungen (Jahr, Titel, Musiklabel, Platzierungen, Wochen, Auszeichnungen, Anmerkungen) | Höchstplatzierung, Gesamtwochen, AuszeichnungChartplatzierungen (Jahr, Titel, Musiklabel, Platzierungen, Wochen, Auszeichnungen, Anmerkungen) | Höchstplatzierung, Gesamtwochen, AuszeichnungChartplatzierungen (Jahr, Titel, Musiklabel, Platzierungen, Wochen, Auszeichnungen, Anmerkungen) | Höchstplatzierung, Gesamtwochen, AuszeichnungChartplatzierungen (Jahr, Titel, Musiklabel, Platzierungen, Wochen, Auszeichnungen, Anmerkungen) | Höchstplatzierung, Gesamtwochen, AuszeichnungChartplatzierungen (Jahr, Titel, Musiklabel, Platzierungen, Wochen, Auszeichnungen, Anmerkungen) | Höchstplatzierung, Gesamtwochen, AuszeichnungChartplatzierungen (Jahr, Titel, Musiklabel, Platzierungen, Wochen, Auszeichnungen, Anmerkungen) | Anmerkungen                                                                             |
| Jahr | Titel Musiklabel                   | DE | AT | CH | UK | US | Rock | Anmerkungen                                                                             |
| ---- | ---------------------------------- | --- | --- | --- | --- | --- | --- | --------------------------------------------------------------------------------------- |
| 2000 | The Sickness Giant Records         | DE81 a (1 Wo.)DE | — | — | UK— GoldUK | US29 ×5Fünffachplatin · (107 Wo.)US | — | Erstveröffentlichung: 7. März 2000 Verkäufe: + 5.485.000 Produzent: John Karkazis       |
| 2002 | Believe Reprise Records            | DE68 (1 Wo.)DE | AT42 (4 Wo.)AT | CH91 (2 Wo.)CH | UK41 Gold · (4 Wo.)UK | US1 ×2Doppelplatin · (53 Wo.)US | — | Erstveröffentlichung: 17. September 2002 Verkäufe: + 2.207.500 Produzent: John Karkazis |
| 2005 | Ten Thousand Fists Reprise Records | DE21 Gold · (5 Wo.)DE | AT37 (5 Wo.)AT | CH62 (2 Wo.)CH | UK59 Gold · (1 Wo.)UK | US1 ×3Dreifachplatin · (82 Wo.)US | Rock9 (11 Wo.)Rock | Erstveröffentlichung: 20. September 2005 Verkäufe: + 3.415.000 Produzent: John Karkazis |
| 2008 | Indestructible Reprise Records     | DE11 Gold · (14 Wo.)DE | AT10 (24 Wo.)AT | CH15 (6 Wo.)CH | UK20 Gold · (3 Wo.)UK | US1 ×2Doppelplatin · (67 Wo.)US | Rock1 (42 Wo.)Rock | Erstveröffentlichung: 30. Mai 2008 Verkäufe: + 2.495.794 Produzent: Dan Donegan         |
| 2010 | Asylum Reprise Records             | DE4 (9 Wo.)DE | AT3 (17 Wo.)AT | CH14 (5 Wo.)CH | UK7 Silber · (3 Wo.)UK | US1 Gold · (31 Wo.)US | Rock1 (30 Wo.)Rock | Erstveröffentlichung: 27. August 2010 Verkäufe: + 805.000 Produzent: Dan Donegan        |
| 2015 | Immortalized Reprise Records       | DE2 Platin · (60 Wo.)DE | AT2 Gold · (52 Wo.)AT | CH5 (36 Wo.)CH | UK8 Gold · (24 Wo.)UK | US1 ×2Doppelplatin · (86 Wo.)US | Rock1 (89 Wo.)Rock | Erstveröffentlichung: 21. August 2015 Verkäufe: + 2.607.500 Produzent: Kevin Churko     |
| 2018 | Evolution Reprise Records          | DE2 (17 Wo.)DE | AT5 (5 Wo.)AT | CH4 (6 Wo.)CH | UK7 (3 Wo.)UK | US4 (12 Wo.)US | Rock1 (19 Wo.)Rock | Erstveröffentlichung: 19. Oktober 2018 Produzent: Kevin Churko                          |
| 2022 | Divisive Reprise Records           | DE9 (5 Wo.)DE | AT11 (2 Wo.)AT | CH11 (2 Wo.)CH | UK17 (1 Wo.)UK | US13 (2 Wo.)US | Rock3 (1 Wo.)Rock | Erstveröffentlichung: 18. November 2022 Produzent: Drew Fulk                            |

grau schraffiert: keine Chartdaten aus diesem Jahr verfügbar

### Livealben
| Jahr | Titel Musiklabel                     | Höchstplatzierung, Gesamtwochen, AuszeichnungChartplatzierungen (Jahr, Titel, Musiklabel, Platzierungen, Wochen, Auszeichnungen, Anmerkungen) | Höchstplatzierung, Gesamtwochen, AuszeichnungChartplatzierungen (Jahr, Titel, Musiklabel, Platzierungen, Wochen, Auszeichnungen, Anmerkungen) | Höchstplatzierung, Gesamtwochen, AuszeichnungChartplatzierungen (Jahr, Titel, Musiklabel, Platzierungen, Wochen, Auszeichnungen, Anmerkungen) | Höchstplatzierung, Gesamtwochen, AuszeichnungChartplatzierungen (Jahr, Titel, Musiklabel, Platzierungen, Wochen, Auszeichnungen, Anmerkungen) | Höchstplatzierung, Gesamtwochen, AuszeichnungChartplatzierungen (Jahr, Titel, Musiklabel, Platzierungen, Wochen, Auszeichnungen, Anmerkungen) | Höchstplatzierung, Gesamtwochen, AuszeichnungChartplatzierungen (Jahr, Titel, Musiklabel, Platzierungen, Wochen, Auszeichnungen, Anmerkungen) | Anmerkungen                                                             |
| Jahr | Titel Musiklabel                     | DE | AT | CH | UK | US | Rock | Anmerkungen                                                             |
| ---- | ------------------------------------ | --- | --- | --- | --- | --- | --- | ----------------------------------------------------------------------- |
| 2004 | Music as a Weapon II Reprise Records | — | — | — | — | US148 (1 Wo.)US | — | Erstveröffentlichung: 24. Februar 2004 mit Taproot, Chevelle und Unloco |
| 2016 | Live at Red Rocks Reprise Records    | DE72 (1 Wo.)DE | — | — | — | US98 (1 Wo.)US | Rock12 (3 Wo.)Rock | Erstveröffentlichung: 18. November 2016                                 |

grau schraffiert: keine Chartdaten aus diesem Jahr verfügbar

### Kompilationen
| Jahr | Titel Musiklabel                  | Höchstplatzierung, Gesamtwochen, AuszeichnungChartplatzierungen (Jahr, Titel, Musiklabel, Platzierungen, Wochen, Auszeichnungen, Anmerkungen) | Höchstplatzierung, Gesamtwochen, AuszeichnungChartplatzierungen (Jahr, Titel, Musiklabel, Platzierungen, Wochen, Auszeichnungen, Anmerkungen) | Höchstplatzierung, Gesamtwochen, AuszeichnungChartplatzierungen (Jahr, Titel, Musiklabel, Platzierungen, Wochen, Auszeichnungen, Anmerkungen) | Höchstplatzierung, Gesamtwochen, AuszeichnungChartplatzierungen (Jahr, Titel, Musiklabel, Platzierungen, Wochen, Auszeichnungen, Anmerkungen) | Höchstplatzierung, Gesamtwochen, AuszeichnungChartplatzierungen (Jahr, Titel, Musiklabel, Platzierungen, Wochen, Auszeichnungen, Anmerkungen) | Höchstplatzierung, Gesamtwochen, AuszeichnungChartplatzierungen (Jahr, Titel, Musiklabel, Platzierungen, Wochen, Auszeichnungen, Anmerkungen) | Anmerkungen                                                   |
| Jahr | Titel Musiklabel                  | DE | AT | CH | UK | US | Rock | Anmerkungen                                                   |
| ---- | --------------------------------- | --- | --- | --- | --- | --- | --- | ------------------------------------------------------------- |
| 2011 | The Lost Children Reprise Records | DE29 (2 Wo.)DE | AT35 (2 Wo.)AT | CH59 (1 Wo.)CH | UK85 (1 Wo.)UK | US13 (13 Wo.)US | Rock4 (16 Wo.)Rock | Erstveröffentlichung: 8. November 2011 B-Seiten und Raritäten |

### EPs
| Jahr | Titel Musiklabel                                   | Anmerkungen                                 |
| ---- | -------------------------------------------------- | ------------------------------------------- |
| 2008 | Live & Indestructible Reprise Records              | Erstveröffentlichung: 30. September 2008    |
| 2019 | Live from Alexandra Palace, London Reprise Records | Erstveröffentlichung: 28. Juni 2019 Live-EP |

## Singles

### Als Leadmusiker
| Jahr | Titel Album                          | Höchstplatzierung, Gesamtwochen, AuszeichnungChartplatzierungen (Jahr, Titel, Album, Platzierungen, Wochen, Auszeichnungen, Anmerkungen) | Höchstplatzierung, Gesamtwochen, AuszeichnungChartplatzierungen (Jahr, Titel, Album, Platzierungen, Wochen, Auszeichnungen, Anmerkungen) | Höchstplatzierung, Gesamtwochen, AuszeichnungChartplatzierungen (Jahr, Titel, Album, Platzierungen, Wochen, Auszeichnungen, Anmerkungen) | Höchstplatzierung, Gesamtwochen, AuszeichnungChartplatzierungen (Jahr, Titel, Album, Platzierungen, Wochen, Auszeichnungen, Anmerkungen) | Höchstplatzierung, Gesamtwochen, AuszeichnungChartplatzierungen (Jahr, Titel, Album, Platzierungen, Wochen, Auszeichnungen, Anmerkungen) | Höchstplatzierung, Gesamtwochen, AuszeichnungChartplatzierungen (Jahr, Titel, Album, Platzierungen, Wochen, Auszeichnungen, Anmerkungen) | Anmerkungen                                                                                       |
| Jahr | Titel Album                          | DE | AT | CH | UK | US | Rock | Anmerkungen                                                                                       |
| ---- | ------------------------------------ | --- | --- | --- | --- | --- | --- | ------------------------------------------------------------------------------------------------- |
| 2000 | Stupify The Sickness                 | — | — | — | — | US— ×2DoppelplatinUS | — | Erstveröffentlichung: 12. April 2000 Verkäufe: + 2.075.000                                        |
| 2000 | Down with the Sickness The Sickness  | DE— GoldDE | — | — | UK— PlatinUK | US— ×8Achtfachplatin + Gold (Mastertone)US                                                                                               | — | Erstveröffentlichung: 31. Oktober 2000 Verkäufe: + 10.315.000                                     |
| 2000 | Voices The Sickness                  | — | — | — | UK52 (2 Wo.)UK | US— GoldUS | — | Erstveröffentlichung: 21. November 2000 Verkäufe: + 500.000                                       |
| 2001 | The Game The Sickness                | — | — | — | — | US— GoldUS | — | Erstveröffentlichung: 20. Februar 2001 Verkäufe: + 575.000                                        |
| 2002 | Prayer Believe                       | — | — | — | UK31 (2 Wo.)UK | US58 Gold · (20 Wo.)US | — | Erstveröffentlichung: 14. August 2002 Verkäufe: + 540.000                                         |
| 2002 | Remember Believe                     | — | — | — | UK56 (2 Wo.)UK | — | — | Erstveröffentlichung: 3. Dezember 2002                                                            |
| 2003 | Liberate Believe                     | — | — | — | — | — | — | Erstveröffentlichung: 18. Februar 2003                                                            |
| 2005 | Guarded Ten Thousand Fists           | — | — | — | — | — | — | Erstveröffentlichung: 28. Juni 2005                                                               |
| 2005 | Stricken Ten Thousand Fists          | — | — | — | UK88 Silber · (2 Wo.)UK | US95 ×3Dreifachplatin · (3 Wo.)US | — | Erstveröffentlichung: 25. Juli 2005 Verkäufe: + 3.430.000                                         |
| 2006 | Just Stop Ten Thousand Fists         | — | — | — | — | — | — | Erstveröffentlichung: 7. Februar 2006                                                             |
| 2006 | Land of Confusion Ten Thousand Fists | — | — | — | UK79 (1 Wo.)UK | US— PlatinUS | — | Erstveröffentlichung: 2006 Verkäufe: + 1.115.000; Original: Genesis                               |
| 2006 | Ten Thousand Fists                   | — | — | — | — | US— PlatinUS | — | Erstveröffentlichung: 28. Dezember 2006 Verkäufe: + 1.115.000                                     |
| 2008 | Inside the Fire Indestructible       | — | — | — | — | US73 ×2Doppelplatin · (15 Wo.)US | — | Erstveröffentlichung: 25. März 2008 Verkäufe: + 2.115.000                                         |
| 2008 | Perfect Insanity Indestructible      | — | — | — | — | — | — | Erstveröffentlichung: 6. Mai 2008                                                                 |
| 2008 | Indestructible                       | — | — | — | — | US72 ×2Doppelplatin · (1 Wo.)US | — | Erstveröffentlichung: 29. September 2008 Verkäufe: + 2.230.000                                    |
| 2009 | The Night Indestructible             | — | — | — | — | US— GoldUS | Rock8 (12 Wo.)Rock | Erstveröffentlichung: 31. März 2009 Verkäufe: + 540.000                                           |
| 2010 | Another Way to Die Asylum            | — | — | — | — | US81 Gold · (1 Wo.)US | Rock1 (21 Wo.)Rock | Erstveröffentlichung: 14. Juni 2010 Verkäufe: + 500.000                                           |
| 2010 | Asylum                               | — | — | — | — | — | — | Erstveröffentlichung: 15. Juli 2010                                                               |
| 2010 | The Animal Asylum                    | — | — | — | — | US— GoldUS | Rock6 (21 Wo.)Rock | Erstveröffentlichung: 4. Oktober 2010 Verkäufe: + 500.000                                         |
| 2011 | Warrior Asylum                       | — | — | — | — | US— GoldUS | Rock14 (20 Wo.)Rock | Erstveröffentlichung: 3. März 2011 Verkäufe: + 540.000                                            |
| 2011 | Hell Asylum                          | — | — | — | — | — | Rock35 (10 Wo.)Rock | Erstveröffentlichung: 4. Oktober 2011                                                             |
| 2015 | The Vengeful One Immortalized        | — | — | — | — | US— PlatinUS | Rock17 (20 Wo.)Rock | Erstveröffentlichung: 23. Juni 2015 Verkäufe: + 1.140.000                                         |
| 2015 | Immortalized                         | — | — | — | — | US— GoldUS | Rock36 (2 Wo.)Rock | Erstveröffentlichung: 29. Juni 2015 Verkäufe: + 540.000                                           |
| 2015 | The Light Immortalized               | — | — | — | — | US— PlatinUS | Rock18 (20 Wo.)Rock | Erstveröffentlichung: 5. Oktober 2015 Verkäufe: + 1.075.000                                       |
| 2015 | The Sound of Silence Immortalized    | DE2 Diamant · (47 Wo.)DE | AT1 Platin · (40 Wo.)AT | CH12 Gold · (30 Wo.)CH | UK29 ×3Dreifachplatin · (10 Wo.)UK | US42 ×9Neunfachplatin · (20 Wo.)US | Rock3 (54 Wo.)Rock | Erstveröffentlichung: 7. Dezember 2015 Verkäufe: + 14.545.000; Original: Simon & Garfunkel        |
| 2016 | Open Your Eyes Immortalized          | — | — | — | — | — | Rock32 (9 Wo.)Rock | Erstveröffentlichung: 19. Juli 2016                                                               |
| 2018 | Are You Ready Evolution              | — | — | — | — | US— GoldUS | Rock12 (21 Wo.)Rock | Erstveröffentlichung: 16. August 2018 Verkäufe: + 540.000                                         |
| 2018 | A Reason to Fight Immortalized       | — | — | — | — | — | Rock24 (16 Wo.)Rock | Erstveröffentlichung: 21. September 2018                                                          |
| 2019 | No More Evolution                    | — | — | — | — | — | Rock24 (9 Wo.)Rock | Erstveröffentlichung: 2. Juni 2019                                                                |
| 2020 | Hold On to Memories Evolution        | — | — | — | — | — | Rock46 (4 Wo.)Rock | Erstveröffentlichung: 7. Januar 2020                                                              |
| 2020 | If I Ever Lose My Faith in You –     | — | — | — | — | — | — | Erstveröffentlichung: 11. September 2020 Original: Sting                                          |
| 2022 | Hey You Divisive                     | — | — | — | — | — | Rock28 (10 Wo.)Rock | Erstveröffentlichung: 14. Juli 2022                                                               |
| 2022 | Unstoppable Divisive                 | — | — | — | — | — | — | Erstveröffentlichung: 23. September 2022                                                          |
| 2022 | Divisive                             | — | — | — | — | — | — | Erstveröffentlichung: 28. Oktober 2022                                                            |
| 2022 | Bad Man Divisive                     | — | — | — | — | — | Rock48 (2 Wo.)Rock | Erstveröffentlichung: 15. November 2022                                                           |
| 2024 | The Sound of Silence (Cyril Remix) – | DE44 (31 Wo.)DE | AT35 (26 Wo.)AT | CH7 Platin · (45 Wo.)CH | — | — | — | Erstveröffentlichung: 2. Februar 2024 Verkäufe: + 375.000; mit Cyril; Original: Simon & Garfunkel |
| 2025 | I Will Not Break –                   | — | — | — | — | — | Rock24 (5 Wo.)Rock | Erstveröffentlichung: 21. Februar 2025                                                            |

grau schraffiert: keine Chartdaten aus diesem Jahr verfügbar

## Videoalben und Musikvideos

### Videoalben
| Jahr | Titel Musiklabel                          | Anmerkungen                                           |
| ---- | ----------------------------------------- | ----------------------------------------------------- |
| 2002 | M.O.L. Warner Bros.                       | Erstveröffentlichung: 4. Juni 2002 Verkäufe: + 15.000 |
| 2008 | Indestructible in Germany Reprise Records | Erstveröffentlichung: 27. November 2008               |
| 2010 | Decade of Disturbed Reprise Records       | Erstveröffentlichung: 31. August 2010                 |

### Musikvideos
| Jahr | Titel                            | Regie                             |
| ---- | -------------------------------- | --------------------------------- |
| 2000 | Stupify                          | Nathan Cox                        |
| 2001 | Voices                           | Gregory Dark                      |
| 2001 | Down with the Sickness           | Nathan Cox                        |
| 2002 | Prayer                           | Gebrüder Strause                  |
| 2003 | Remember                         | Marc Webb                         |
| 2003 | Liberate                         | Nathan Cox / Hank Lena            |
| 2004 | Bound                            | Nathan Cox / Hank Lena            |
| 2005 | Stricken                         | Nathan Cox                        |
| 2006 | Just Stop                        | Mike LaBellarte                   |
| 2006 | Land of Confusion                | Todd McFarlane / Terry Fitzgerald |
| 2008 | Inside the Fire                  | Nathan Cox                        |
| 2008 | Indestructible                   | Noble Jones                       |
| 2009 | The Night                        | Noble Jones                       |
| 2010 | Another Way to Die               | „Roboshobo“ (Robert Schober)      |
| 2010 | Asylum                           | „Roboshobo“ (Robert Schober)      |
| 2010 | The Animal                       | Charlie Terrell                   |
| 2015 | The Vengeful One                 | Phil Mucci                        |
| 2015 | The Light                        | Culley Bunker / Craig Bernard     |
| 2015 | The Sound of Silence             | Matt Mahurin                      |
| 2018 | Are You Ready                    | „Roboshobo“ (Robert Schober)      |
| 2018 | A Reason to Fight                | Matt Mahurin                      |
| 2019 | No More                          | Matt Mahurin                      |
| 2019 | Hold on to Memories              | Rafa Alcantara                    |
| 2020 | If I Ever Lose My Faith in You   | Matt Mahurin                      |
| 2022 | Hey You                          | Josiah                            |
| 2022 | Bad Man                          | Tristan Holmes                    |
| 2023 | Unstoppable                      | Greatwork                         |
| 2023 | Don’t Tell Me (feat. Ann Wilson) | Matt Mahurin                      |

## Sonderveröffentlichungen
Soundtracks sind mit (OST) gekennzeichnet.
| Jahr | Titel              | Soundtrack / Album                          |
| ---- | ------------------ | ------------------------------------------- |
| 2000 | Stupify            | Little Nicky – Satan Junior (OST)           |
| 2001 | Fear               | Ozzfest 2001: The Second Millenium          |
| 2001 | God of the Mind    | Schrei wenn Du kannst (OST)                 |
| 2001 | Voices             | Ozzfest: Second Stage Live                  |
| 2002 | Glass Shatters     | WWF Forceable Entry                         |
| 2005 | Decadence          | Need for Speed: Most Wanted (OST)           |
| 2006 | Guarded            | MTV2 Headbanger’s Ball: The Revenge         |
| 2006 | Ten Thousand Fists | Madden NFL 06                               |
| 2007 | This Moment        | Transformers – Der Kampf um Cybertron (OST) |
| 2008 | Indestructible     | Midnight Club: Los Angeles (OST)            |

## Statistik

### Chartauswertung
|                     | DE     | AT    | CH    | UK    | US     | Rock      |
| ------------------- | ------ | ----- | ----- | ----- | ------ | --------- |
| Nummer-eins-Alben   | DE—DE  | AT—AT | CH—CH | UK—UK | US5US  | Rock4Rock |
| Top-10-Alben        | DE4DE  | AT3AT | CH3CH | UK3UK | US6US  | Rock7Rock |
| Alben in den Charts | DE10DE | AT8AT | CH7CH | UK9UK | US12US | Rock8Rock |

|                       | DE    | AT    | CH    | UK    | US    | Rock       |
| --------------------- | ----- | ----- | ----- | ----- | ----- | ---------- |
| Nummer-eins-Singles   | DE—DE | AT2AT | CH—CH | UK—UK | US—US | Rock1Rock  |
| Top-10-Singles        | DE1DE | AT1AT | CH1CH | UK—UK | US—US | Rock4Rock  |
| Singles in den Charts | DE2DE | AT1AT | CH2CH | UK6UK | US6US | Rock17Rock |

### Auszeichnungen für Musikverkäufe
| Goldene Schallplatte - Australien - 2024: für die Single Inside the Fire - 2024: für die Single Land of Confusion - 2024: für die Single Stupify - 2024: für die Single Ten Thousand Fists - 2024: für die Single The Game - 2024: für die Single The Light - 2024: für die Single The Vengeful One - Dänemark - 2024: für die Single Down with the Sickness - Finnland - 2008: für das Album Indestructible - Kanada - 2007: für den Ringtone Down with the Sickness - 2024: für die Single The Light - 2024: für die Single Are You Ready - 2024: für die Single Immortalized - 2024: für die Single The Night - 2024: für die Single Warrior - 2024: für die Single Prayer - 2024: für die Single The Game - 2024: für die Single Stupify - Neuseeland - 2002: für das Album Believe - 2024: für die Single The Sound of Silence (Cyril Remix) - Polen - 2024: für die Single The Vengeful One - Schweden - 2017: für das Album Immortalized - Spanien - 2024: für die Single The Sound of Silence | Platin-Schallplatte - Australien - 2006: für das Album The Sickness - 2007: für das Album Believe - 2008: für das Album Ten Thousand Fists - 2009: für das Videoalbum M.O.L. - 2010: für das Album Indestructible - 2024: für die Single Indestructible - 2024: für die Single Stricken - 2024: für das Album Asylum - 2024: für das Album Immortalized - Belgien - 2024: für die Single The Sound of Silence (Cyril Remix) - Dänemark - 2020: für das Album Immortalized - Italien - 2019: für die Single The Sound of Silence - Kanada - 2005: für das Album Believe - 2024: für die Single The Vengeful One - 2024: für die Single Ten Thousand Fists - 2024: für die Single Land of Confusion - 2024: für die Single Inside the Fire - 2024: für die Single The Sound of Silence (Cyril Remix) - Neuseeland - 2007: für das Album Ten Thousand Fists - 2008: für das Album Indestructible - 2018: für das Album Asylum - 2020: für das Album The Sickness - Portugal - 2024: für die Single The Sound of Silence (Cyril Remix) - Spanien - 2025: für die Single The Sound of Silence (Cyril Remix) | 2× Platin-Schallplatte - Australien - 2025: für die Single The Sound of Silence (Cyril Remix) - Dänemark - 2024: für die Single The Sound of Silence - Kanada - 2018: für das Album Ten Thousand Fists - 2024: für das Album Asylum - 2024: für die Single Indestructible - 2024: für das Album Immortalized - 2024: für die Single Stricken - Neuseeland - 2023: für das Album Immortalized - Norwegen - 2019: für die Single The Sound of Silence - Schweden - 2017: für die Single The Sound of Silence 3× Platin-Schallplatte - Kanada - 2024: für das Album The Sickness - 2024: für das Album Indestructible - Neuseeland - 2024: für die Single Down with the Sickness 4× Platin-Schallplatte - Australien - 2024: für die Single Down with the Sickness 6× Platin-Schallplatte - Kanada - 2024: für die Single Down with the Sickness - Neuseeland - 2025: für die Single The Sound of Silence 8× Platin-Schallplatte - Australien - 2024: für die Single The Sound of Silence Diamantene Schallplatte - Kanada - 2024: für die Single The Sound of Silence 2× Diamantene Schallplatte - Polen - 2024: für die Single The Sound of Silence |

Anmerkung: Auszeichnungen in Ländern aus den Charttabellen bzw. Chartboxen sind in ebendiesen zu finden.
| Land/RegionAuszeichnungen für Musikverkäufe (Land/Region, Auszeichnungen, Verkäufe, Quellen) | Silber     | Gold       | Platin         | Diamant     | Verkäufe   | Quellen                           |
| -------------------------------------------------------------------------------------------- | ---------- | ---------- | -------------- | ----------- | ---------- | --------------------------------- |
| Australien (ARIA)                                                                            | —          | 7× Gold7   | 23× Platin23   | —           | 1.800.000  | aria.com.au                       |
| Belgien (BRMA)                                                                               | —          | —          | Platin1        | —           | 40.000     | ultratop.be                       |
| Dänemark (IFPI)                                                                              | —          | Gold1      | 3× Platin3     | —           | 245.000    | ifpi.dk                           |
| Deutschland (BVMI)                                                                           | —          | 3× Gold3   | Platin1        | Diamant1    | 1.700.000  | musikindustrie.de                 |
| Finnland (IFPI)                                                                              | —          | Gold1      | —              | —           | 10.794     | ifpi.fi                           |
| Italien (FIMI)                                                                               | —          | —          | Platin1        | —           | 50.000     | fimi.it                           |
| Kanada (MC)                                                                                  | —          | 9× Gold9   | 28× Platin28   | Diamant1    | 3.640.000  | musiccanada.com                   |
| Neuseeland (RMNZ)                                                                            | —          | 2× Gold2   | 15× Platin15   | —           | 375.000    | aotearoamusiccharts.co.nz NZ2 NZ3 |
| Norwegen (IFPI)                                                                              | —          | —          | 2× Platin2     | —           | 110.000    | ifpi.no                           |
| Österreich (IFPI)                                                                            | —          | Gold1      | Platin1        | —           | 37.500     | ifpi.at                           |
| Polen (ZPAV)                                                                                 | —          | Gold1      | —              | 2× Diamant2 | 525.000    | olis.pl                           |
| Portugal (AFP)                                                                               | —          | —          | Platin1        | —           | 10.000     | Einzelnachweise                   |
| Schweden (IFPI)                                                                              | —          | Gold1      | 2× Platin2     | —           | 100.000    | sverigetopplistan.se              |
| Schweiz (IFPI)                                                                               | —          | Gold1      | Platin1        | —           | 45.000     | hitparade.ch                      |
| Spanien (Promusicae)                                                                         | —          | Gold1      | Platin1        | —           | 90.000     | elportaldemusica.es               |
| Vereinigte Staaten (RIAA)                                                                    | —          | 12× Gold12 | 44× Platin44   | —           | 50.000.000 | riaa.com                          |
| Vereinigtes Königreich (BPI)                                                                 | 2× Silber2 | 5× Gold5   | 4× Platin4     | —           | 3.160.000  | bpi.co.uk                         |
| Insgesamt                                                                                    | 2× Silber2 | 45× Gold45 | 128× Platin128 | 4× Diamant4 |            |                                   |